# Mimas pallida-transversa
Mimas pallida-transversa är en fjärilsart som beskrevs av Tutt 1902. Mimas pallida-transversa ingår i släktet Mimas och familjen svärmare. Inga underarter finns listade i Catalogue of Life.